# Dābiq
(Frase attribuita ad Abu Musab al-Zarqawi, riproposta su ogni numero della rivista Dābiq.)
Dābiq (in arabo دابق‎?) è stata una rivista online pubblicata dallo Stato Islamico a scopo di propaganda. La rivista è stata pubblicata per la prima volta nel luglio 2014 in diverse lingue. Il primo numero riportava la data "Ramadan 1435" del calendario islamico. Data la sua natura, la rivista era disponibile, come in molti altri casi del genere, solamente utilizzando browser che consentono l'accesso e la navigazione nel deep web.

## Storia
Secondo la rivista, il nome cita la località di Dābiq nella Siria settentrionale, che è menzionata in un ḥadīth del Ṣaḥīḥ di Muslim, luogo dove avverrebbe l'apocalittico scontro finale tra musulmani e Rūm (Bizantini), che si concluderà con la vittoria dei primi e il trionfo definitivo dell'Islam sulla Terra. Inoltre il nome ricorda anche la località di Marj Dābiq (Siria settentrionale), in cui l'esercito del Sultano ottomano Selīm I sconfisse il 24 agosto del 1516 quello mamelucco del sultano Qansuh al-Ghuri, aprendo le porte l'anno seguente alla definitiva conquista turco-ottomana dei domini mamelucchi egiziani, siriani e arabi peninsulari e l'istituzione di fatto dell'ultimo califfato storicamente esistito e - malgrado alcune inconsistenti obiezioni sollevate da qualche giurista musulmano - pressoché universalmente riconosciuto nel mondo sunnita: quello ottomano.
A differenza della rivista Inspire pubblicata da al-Qāʿida nella Penisola Arabica, che decise di aggiornare a una fase futura i suoi attacchi contro l'Occidente, Dābiq si concentrava sulla legittimazione religiosa dello Stato Islamico e del suo "califfato" autoproclamato, incoraggiando i musulmani a spostarsi nello Stato Islamico. Nel numero di ottobre 2014 una foto ritoccata in copertina, accompagnata dal titolo "La Crociata Fallita", mostrò la bandiera dello Stato Islamico in cima all'obelisco egizio che si trova al centro di Piazza San Pietro nel Vaticano. Venne anche citato l'imam bosniaco Bilal Bosnić: "Col tempo, il mondo intero sarà uno stato islamico [...] Il nostro obiettivo è di assicurarci che il Vaticano sarà musulmano". Lo stesso numero conteneva un articolo intitolato "Il ritorno della schiavitù prima dell'Ora", che informava sulla riduzione in schiavitù delle donne appartenenti agli Yazidi dell'Iraq nordoccidentale. L'articolo sottolinea la giustificazione religiosa per la schiavitù e ne esalta il ritorno.
Dābiq aveva elencato oltre che ai cristiani tra i nemici principali dell'ISIS, anche gli ebrei, l'induismo e nondimeno gli stessi islamici tra cui gli sciiti e la lega dei Fratelli Musulmani.
Nel primo numero del 2016, di Dābiq, la rivista confermò l'uccisione del terrorista Jihadi John e celebrò ulteriormente gli attentati del 13 novembre 2015 a Parigi, peccando però di ingenuità, dato che fornì anche la nomenclatura ufficiale dei membri del gruppo capitanato da Abdelhamid Abaaoud, che consentiva così al mondo occidentale di conoscere le origini dei militanti; tra questi 2, inizialmente ignoti, poi confermati iracheni.
Nel settembre del 2016, Dābiq ha cessato le sue pubblicazioni venendo sostituita con un'altra rivista online, Rumiyah (in arabo: Roma), pubblicata in inglese e in altre lingue. Gli analisti hanno ipotizzato che ciò fosse dovuto al fatto che l'ISIS ha perso ed è stato cacciato dal territorio, dopo l'offensiva a Dabiq da parte dell'Esercito siriano libero. Il titolo della testata che sostituisce Dābiq, si riferisce ad una profezia che riguarda una nuova caduta di Roma.

## Numeri
| Numero | Titolo originale                                           | Titolo tradotto                                                | Periodo di pubblicazione (islamico) | Periodo di pubblicazione (occidentale) |
| ------ | ---------------------------------------------------------- | -------------------------------------------------------------- | ----------------------------------- | -------------------------------------- |
| 1      | The Return of Khilafah                                     | Il ritorno del Califfato                                       | Ramadan, 1435                       | 5 luglio 2014                          |
| 2      | The Flood                                                  | Il Diluvio                                                     | Ramadan, 1435                       | 27 luglio 2014                         |
| 3      | A Call to Hijrah                                           | Una chiamata all'Egira                                         | Shawwal, 1435                       | 10 settembre 2014                      |
| 4      | The Failed Crusade                                         | La crociata fallita                                            | Dhu l-Hijja, 1435                   | 11 ottobre 2014                        |
| 5      | Remaining and Expanding                                    | Consolidamento ed Espansione                                   | Muharram, 1436                      | 21 novembre 2014                       |
| 6      | Al Qa'idah of Waziristan: A Testimony from Within          | al-Qaida in Waziristan: una testimonianza dall'interno         | Rabiʿ al-awwal, 1436                | 29 dicembre 2014                       |
| 7      | From Hypocricy to Apostasy: The Extinction of the Grayzone | Dall'ipocrisia all'apostasia: l'estinzione della "zona grigia" | Rabiʿ al-akhir, 1436                | 12 febbraio 2015                       |
| 8      | Shari'ah Alone Will Rule Africa                            | La shari'a, da sola, governerà l'Africa                        | Jumada al-akhirah, 1436             | 30 marzo 2015                          |
| 9      | They Plot and Allah Plots                                  | Loro pianificano e Dio panifica                                | Sha'ban, 1436                       | 21 maggio 2015                         |
| 10     | The Law of Allah or the Laws of Men                        | La legge di Dio e le leggi degli Uomini                        | Ramadan, 1436                       | 13 luglio 2015                         |
| 11     | From the Battles of Al-Ahzāb to the War of Coalitions      | Dalle battaglie di Al-Ahzāb alla Guerra delle Coalizioni       | Dhu al-Qa'da, 1436                  | 9 agosto 2015                          |
| 12     | Just Terror                                                | Solo il Terrore                                                | Safar, 1437                         | 18 novembre 2015                       |
| 13     | The Rafidah from Ibn Saba' to the Dajjal                   | I Rafidah, da Ibn Saba' al Dajjāl                              | Rabiʿ al-akhir, 1437                | 19 gennaio 2016                        |
| 14     | The Murtadd Brotherhood                                    | La confraternita dei Murtadd                                   | Rajab, 1437                         | 13 aprile 2016                         |
| 15     | Break The Cross                                            | Rompi la Croce                                                 | Shawwal, 1437                       | 31 luglio 2016                         |